# Пілль (Австрія)
Пілль (нім. Pill) — громада округу Швац у землі Тіроль, Австрія.
Пілль лежить на висоті 556 м над рівнем моря і займає площу 20,9 км². Громада налічує 1112 мешканців.
Густота населення 53/км².
Пілль знаходиться в долині річки Інн, неподалік від Шваца. До складу громади входить село в долині й хутори, розсіяні схилами гір. Раніше ця місцевість була заболочена, і лише з 18 ст. перетворилася в сільськогосподарські угіддя.
|                                |
| Пілль на мапі округу та землі. |

 Адреса управління громади: Dorf 9, 6136 Pill.